# Campionat d'Europa d'hoquei sobre gel
El Campionat d'Europa d'hoquei gel (IIHF European Championship)va ser una competició d'hoquei gel organitzada per la IIHF i que coronava el millor club d'Europa de l'esport.
Es creà l'any 1910 i pot ésser considerada predecessora del Campionat del Món d'hoquei gel.
El campionat de 1932 fou el darrer campionat d'Europa separat del Campionat del Món. A partir d'aquell any els campionats d'Europa es disputaren conjuntament amb els del món. Aquesta situació es mantingué fins a 1991 en què el campionat d'Europa deixà d'existir.

## Historial
Com a competició independent
| Any       | Seu                                                | Campió                                                                 | Subcampió                                                              | Tercer classificat                                                     |
| --------- | -------------------------------------------------- | ---------------------------------------------------------------------- | ---------------------------------------------------------------------- | ---------------------------------------------------------------------- |
| 1910      | Les Avants                                         | Regne Unit                                                             | Alemanya                                                               | Bèlgica                                                                |
| 1911      | Berlín                                             | Bohèmia                                                                | Alemanya                                                               | Bèlgica                                                                |
| 1912      | Praga                                              | Anul·lat perquè Àustria no era membre de la IIHF. Bohèmia havia vençut | Anul·lat perquè Àustria no era membre de la IIHF. Bohèmia havia vençut | Anul·lat perquè Àustria no era membre de la IIHF. Bohèmia havia vençut |
| 1913      | Múnic                                              | Bèlgica                                                                | Bohèmia                                                                | Alemanya                                                               |
| 1914      | Berlín                                             | Bohèmia                                                                | Alemanya                                                               | Bèlgica                                                                |
| 1915-1920 | No es disputà a causa de la Primera Guerra Mundial | No es disputà a causa de la Primera Guerra Mundial                     | No es disputà a causa de la Primera Guerra Mundial                     | No es disputà a causa de la Primera Guerra Mundial                     |
| 1921      | Estocolm                                           | Suècia                                                                 | Txecoslovàquia                                                         | només participaren dos equips                                          |
| 1922      | St. Moritz                                         | Txecoslovàquia                                                         | Suècia                                                                 | Suïssa                                                                 |
| 1923      | Anvers                                             | Suècia                                                                 | França                                                                 | Txecoslovàquia                                                         |
| 1924      | Milà                                               | França                                                                 | Suècia                                                                 | Suïssa                                                                 |
| 1925      | Štrbské Pleso/Starý Smokovec                       | Txecoslovàquia                                                         | Àustria                                                                | Suïssa                                                                 |
| 1926      | Davos                                              | Suïssa                                                                 | Txecoslovàquia                                                         | Àustria                                                                |
| 1927      | Viena                                              | Àustria                                                                | Bèlgica                                                                | Alemanya                                                               |
| 1929      | Budapest                                           | Txecoslovàquia                                                         | Polònia                                                                | Àustria                                                                |
| 1932      | Berlín                                             | Suècia                                                                 | Àustria                                                                | Suïssa                                                                 |

Competició integrada dins del Campionat del Món
| Any       | Seu                                               | Campió                                            |
| --------- | ------------------------------------------------- | ------------------------------------------------- |
| 1928      | St. Moritz (Jocs Olímpics)                        | Suècia                                            |
| 1930      | Chamonix/Berlín                                   | Alemanya                                          |
| 1931      | Krynica                                           | Àustria                                           |
| 1933      | Praga                                             | Txecoslovàquia                                    |
| 1934      | Milà                                              | Alemanya                                          |
| 1935      | Davos                                             | Suïssa                                            |
| 1936      | Garmisch-Partenkirchen (Jocs Olímpics)            | Regne Unit                                        |
| 1937      | Londres                                           | Regne Unit                                        |
| 1938      | Praga                                             | Regne Unit                                        |
| 1939      | Zúric/Basilea                                     | Suïssa                                            |
| 1940-1946 | No es disputà a causa de la Segona Guerra Mundial | No es disputà a causa de la Segona Guerra Mundial |
| 1947      | Praga                                             | Txecoslovàquia                                    |
| 1948      | St. Moritz (Jocs Olímpics)                        | Txecoslovàquia                                    |
| 1949      | Estocolm                                          | Txecoslovàquia                                    |
| 1950      | Londres                                           | Suïssa                                            |
| 1951      | París                                             | Suècia                                            |
| 1952      | Oslo (Jocs Olímpics)                              | Suècia                                            |
| 1953      | Zúric/Basilea                                     | Suècia                                            |
| 1954      | Estocolm                                          | Suècia                                            |
| 1955      | Krefeld/Dortmund/Colònia                          | Unió Soviètica                                    |
| 1956      | Cortina d'Ampezzo (Jocs Olímpics)                 | Unió Soviètica                                    |
| 1957      | Moscou                                            | Suècia                                            |
| 1958      | Oslo                                              | Unió Soviètica                                    |
| 1959      | Praga/Bratislava                                  | Unió Soviètica                                    |
| 1960      | Squaw Valley (Jocs Olímpics)                      | Unió Soviètica                                    |
| 1961      | Ginebra/Lausana                                   | Txecoslovàquia                                    |
| 1962      | Colorado Springs/Denver                           | Suècia                                            |
| 1963      | Estocolm                                          | Unió Soviètica                                    |
| 1964      | Innsbruck (Jocs Olímpics)                         | Unió Soviètica                                    |
| 1965      | Tampere                                           | Unió Soviètica                                    |
| 1966      | Ljubljana                                         | Unió Soviètica                                    |
| 1967      | Viena                                             | Unió Soviètica                                    |
| 1968      | Grenoble (Jocs Olímpics)                          | Unió Soviètica                                    |
| 1969      | Estocolm                                          | Unió Soviètica                                    |
| 1970      | Estocolm                                          | Unió Soviètica                                    |
| 1971      | Berna/Ginebra                                     | Unió Soviètica                                    |
| 1972      | Praga                                             | Txecoslovàquia                                    |
| 1973      | Moscou                                            | Unió Soviètica                                    |
| 1974      | Hèlsinki                                          | Unió Soviètica                                    |
| 1975      | Múnic/Dusseldorf                                  | Unió Soviètica                                    |
| 1976      | Katowice                                          | Txecoslovàquia                                    |
| 1977      | Viena                                             | Txecoslovàquia                                    |
| 1978      | Praga                                             | Unió Soviètica                                    |
| 1979      | Moscou                                            | Unió Soviètica                                    |
| 1981      | Göteborg/Estocolm                                 | Unió Soviètica                                    |
| 1982      | Hèlsinki/Tampere                                  | Unió Soviètica                                    |
| 1983      | Düsseldorf/Dortmund/Múnic                         | Unió Soviètica                                    |
| 1985      | Praga                                             | Unió Soviètica                                    |
| 1986      | Moscou                                            | Unió Soviètica                                    |
| 1987      | Viena                                             | Unió Soviètica                                    |
| 1989      | Estocolm/Södertälje                               | Unió Soviètica                                    |
| 1990      | Berna/Friburg                                     | Suècia                                            |
| 1991      | Turku/Hèlsinki/Tampere                            | Unió Soviètica                                    |